# Jean Burger (Widerstandskämpfer)

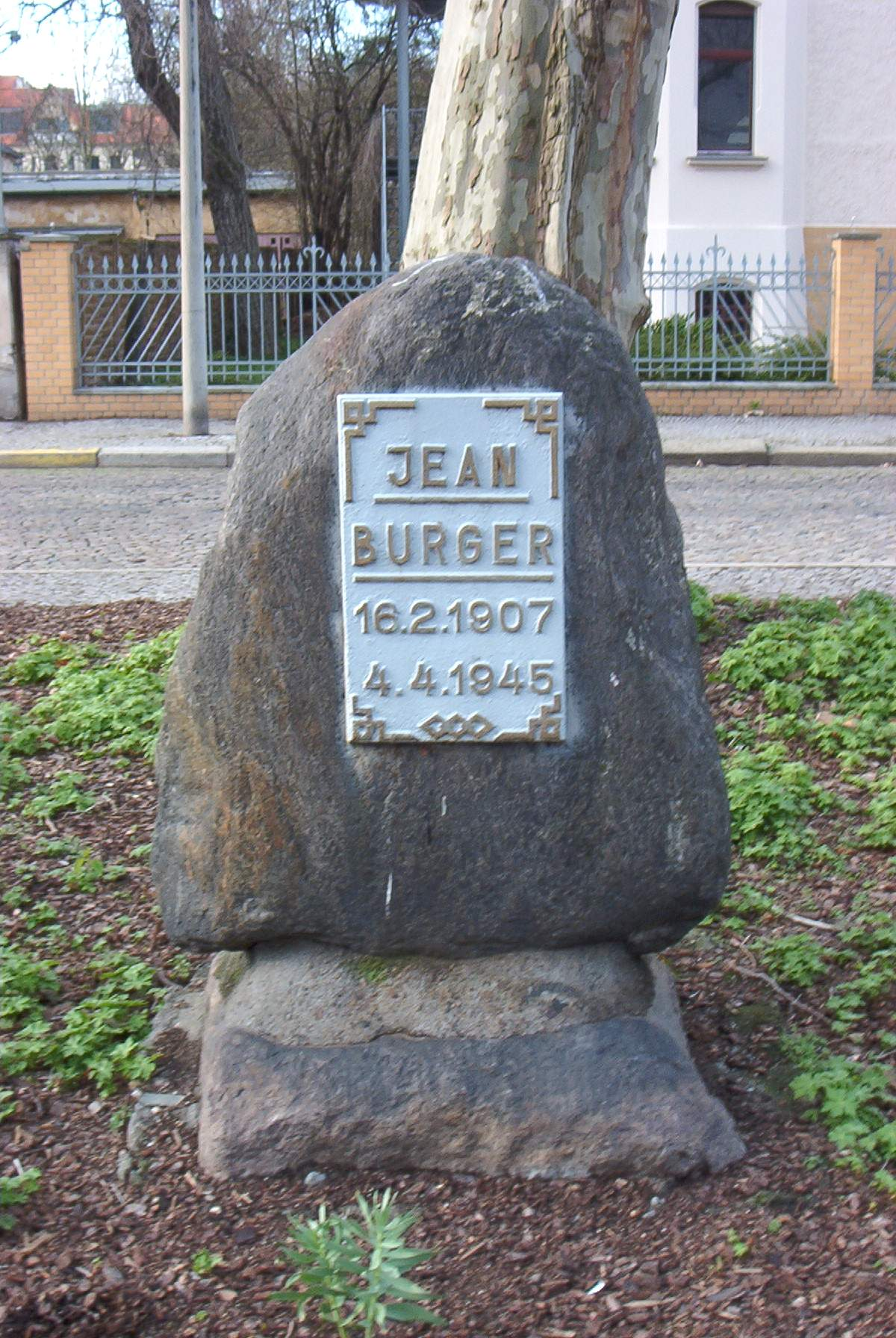
Gedenkstein für Jean Burger in Magdeburg

Jean Burger (* 16. Februar 1907 in Metz; † 4. April 1945 im KZ Dora) war ein französischer Kommunist und Widerstandskämpfer.

## Leben
Bereits vor dem Zweiten Weltkrieg trat Burger der Französischen Kommunistischen Partei (PCF) bei.
Während des Krieges geriet er in deutsche Gefangenschaft. 1941 gelang ihm die Flucht aus dem Kriegsgefangenenlager Nienhagen an der Ostsee. Er kehrte nach Frankreich zurück und beteiligte sich hier am französischen Widerstand gegen die deutsche Besatzung. Im September 1942 wurde er erneut verhaftet. Es gelang ihm jedoch im Dezember 1942 erneut die Flucht. Er baute eine Widerstandsgruppe auf, der bis zu 3000 Mitglieder angehörten. Die Gruppe betrieb Propaganda, verteilte Zeitungen und Flugblätter, verübte Sabotage und half geflohenen Kriegsgefangenen.
Am 21. Dezember 1943 wurde er erneut verhaftet und bis zu dessen Auflösung im August 1944 im Metzer Sonderlager „Feste Goeben“ interniert. In der Folge war er in den Konzentrationslagern Dachau, Auschwitz und Buchenwald inhaftiert. Am 4. April 1945 verstarb er im KZ Mittelbau-Dora bei Nordhausen.

## Ehrungen
Zur Erinnerung an Jean Burger sind im Département Moselle mehrere Straßen und Gebäude nach ihm benannt, so heißt die Straße zum Fort de Queuleu (Feste Goeben) im Stadtteil Plantières Queuleu der Stadt Metz Allée Jean-Burger, in Algrange trägt eine Grundschule seinen Namen und es gibt, wie auch in Fontoy und einigen weiteren Orten, eine Rue Jean Burger.
Die Stadt Magdeburg benannte ihm zu Ehren eine Straße als Jean-Burger-Straße. In der benachbarten Lennéstraße wurde ein Gedenkstein errichtet.